# Douăsprezece bazilici romanice din Köln

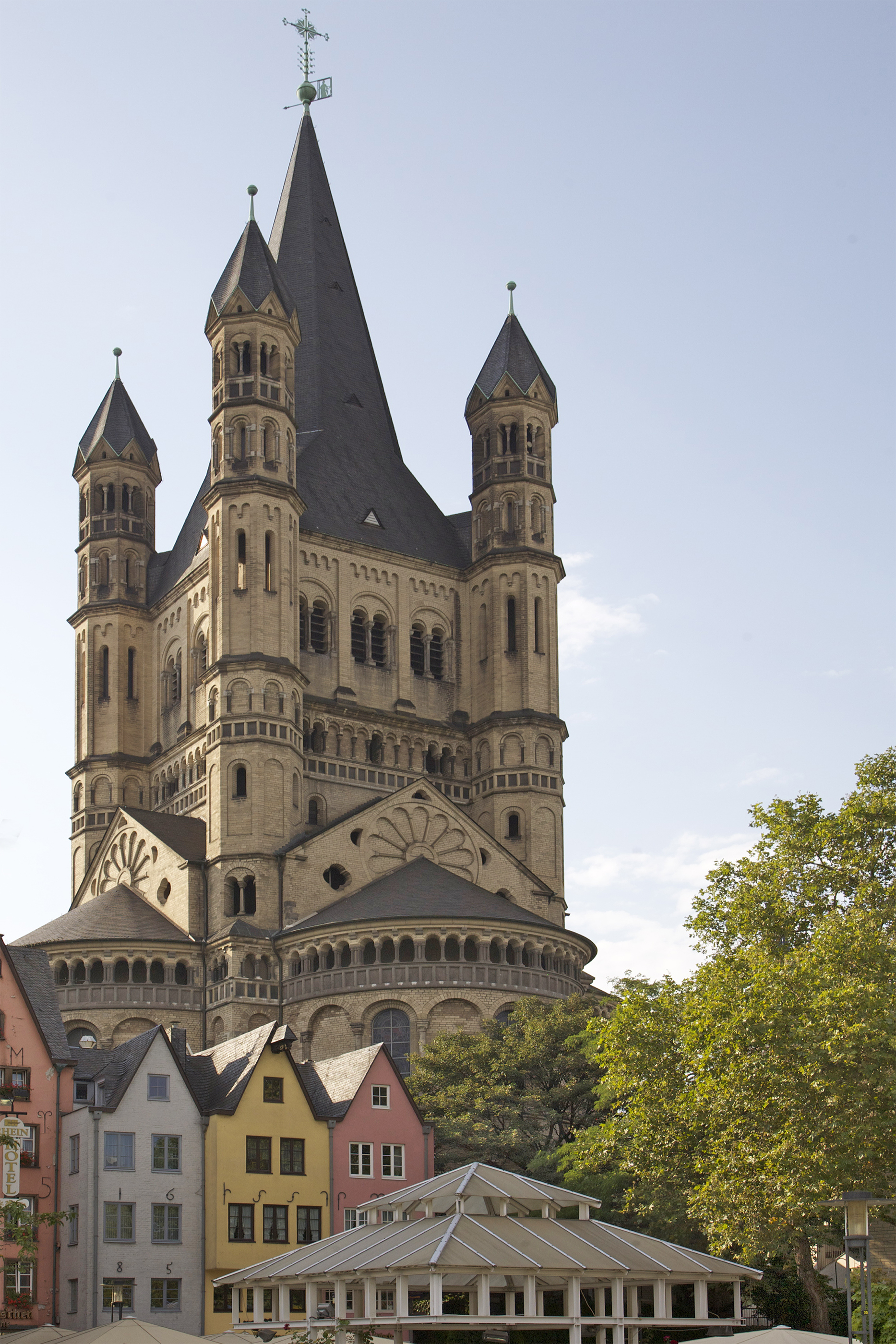
Biserica Sfântul Martin din Köln

Cele douăsprezece  bazilici romanice din Köln sunt douăsprezece biserici emblematice din orașul vechi (în germană Altstadt) din Köln, Germania. Toate cele douăsprezece biserici sunt catolice.
Ca sediu al Arhiepiscopiei de Köln încă din secolul al VII-lea, orașul Köln se mândrește cu un număr mare de biserici medievale, atât în stil romanic, cât și gotic. Stilul romanic este deosebit de bine reprezentat. Cea mai remarcabilă biserică romanică a fost înlocuită în 1248 cu actuala catedrală gotică (Kölner Dom); era catedrala carolingiană (Alter Dom) cu două coruri, două transepte, două turnuri-lanternă, masiv vestic, culoare și un plan treflat.
Remarcabila serie de douăsprezece mari bazilici romanice în stil renan se află în centrul orașului Köln: două în interiorul zidurilor romane construite în anul 70 d.Hr., una în cadrul primei extinderi construite în 950, șase în cadrul celei de-a doua extinderi construite în 1106 și trei în cadrul celei de-a treia extinderi construite în 1180: 
- St. Andreas, situată în Komödienstrasse;
- St. Aposteln, situată în Piața Neumarkt;
- St. Caecilien, situată în Caecilienstrasse și devenită muzeul Schnütgen-Museum;
- St. Georg, situată în Georgsplatz;
- St. Gereon, situată în Gereonsdriesch;
- St. Kunibert, situată în Kunibertsklostergasse;
- St. Maria im Kapitol, situată în Marienplatz;
- St. Maria Lyskirchen, situată An Lyskirchen;
- Gross St. Martin, situată An Groß St. Martin;
- St. Pantaleon, situată Am Pantaleonsberg, sfințită în 980 și extinsă în 1160;
- St. Severin, situată Im ferkulum;
- St. Ursula, situată Ursulakloster.

Aceste douăsprezece mari bazilici romanice au fost restaurate după gravele distrugeri suferite în timpul celui de-Al Doilea Război Mondial, în 1943 și 1944, iar în prezent se află sub protecția „Asociației pentru promovarea bisericilor romanice din Köln” (în germană Förderverein Romanische Kirchen Köln). 
De asemenea, sponsorizate de Förderverein Romanische Kirchen Köln e.V. („Prietenii bisericilor romanice din Köln”) sunt douăsprezece biserici romanice din afara orașului vechi, precum și bisericile parohiale Biserica Sf. Petru (Köln), St. Johann Baptist, Alt St. Alban, St. Kolumba:
- Alt St. Heribert în Deutz
- St. Nikolaus în Dünnwald
- St. Martinus în Esch[2]
- St. Stephan în Lindenthal
- St. Severin în Lövenich
- St. Brictius în Merkenich
- St. Michael în Niederzündorf
- Alt St. Katharina în Niehl
- St. Martin în Oberzündorf
- St. Cornelius (Alter Turm) în Rath/Heumar
- St. Amandus în Rheinkassel
- Alt St. Maternus (Kapellchen) în Rodenkirchen
- St. Nikolaus (Kapelle) în Westhoven.

## Galerie de imagini

### Imagini din exteriorul bazilicilor

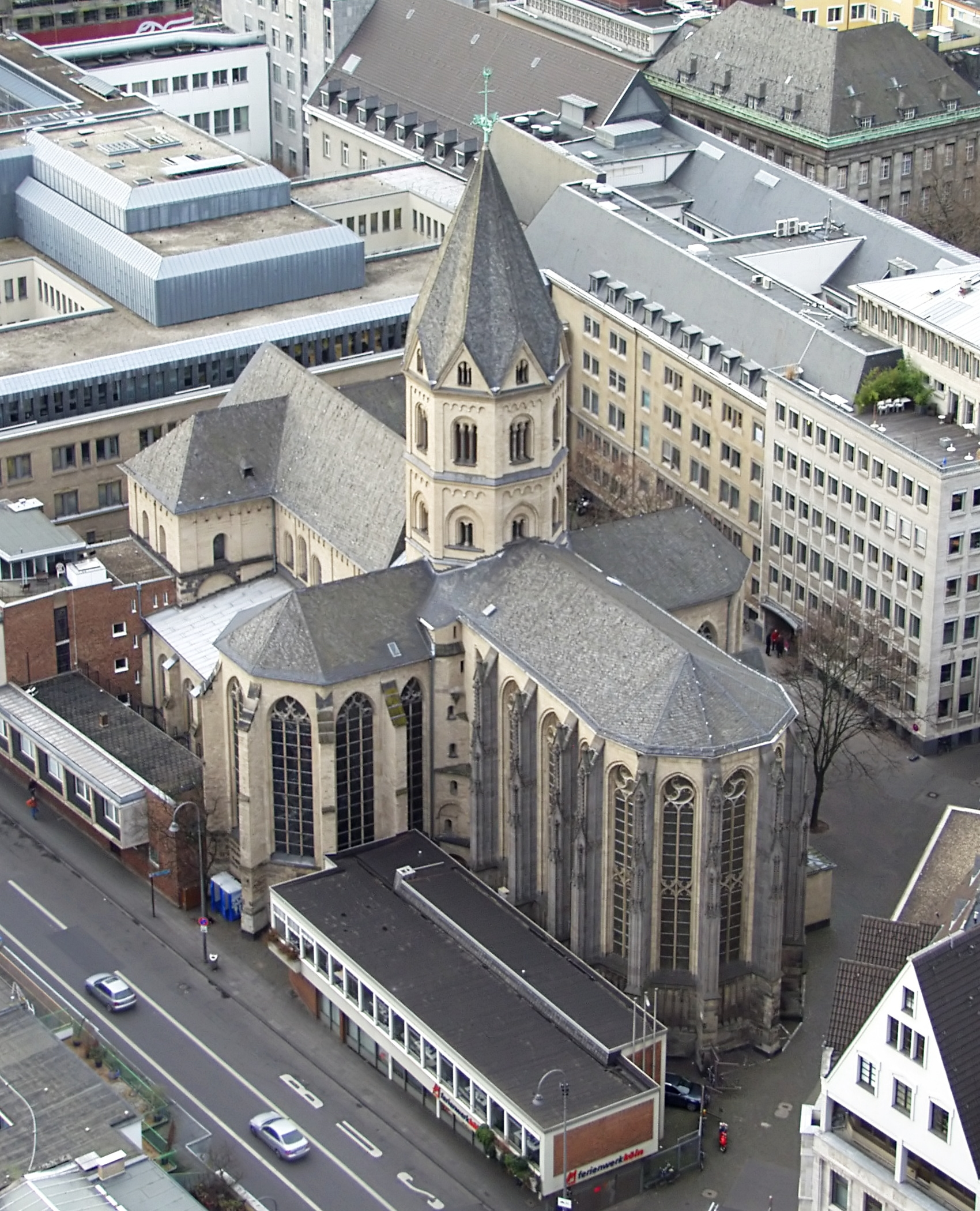
Bazilica Sfântul Andrei
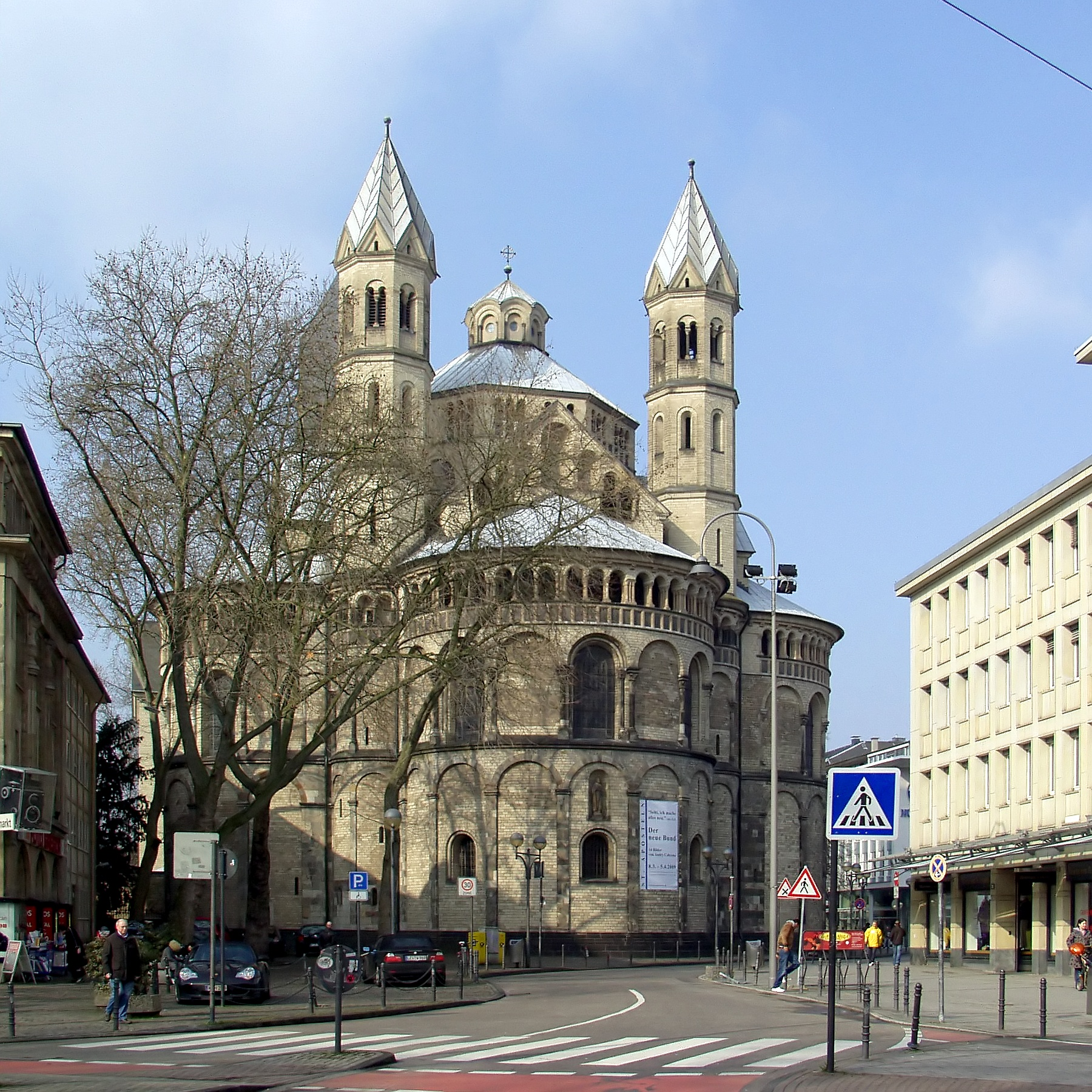
Bazilica Sfinții Apostoli
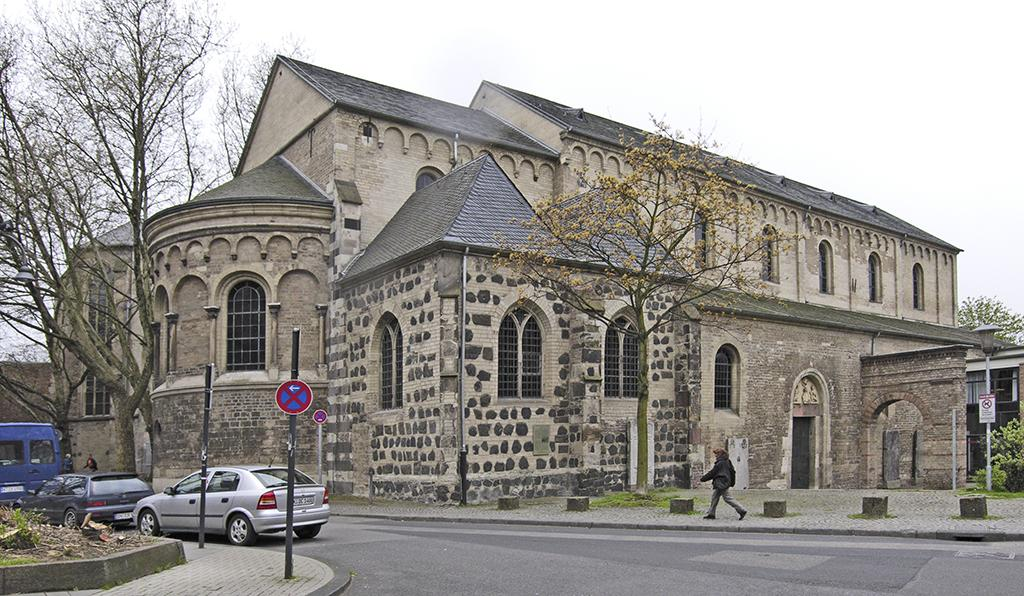
Bazilica Sfânta Cecilia
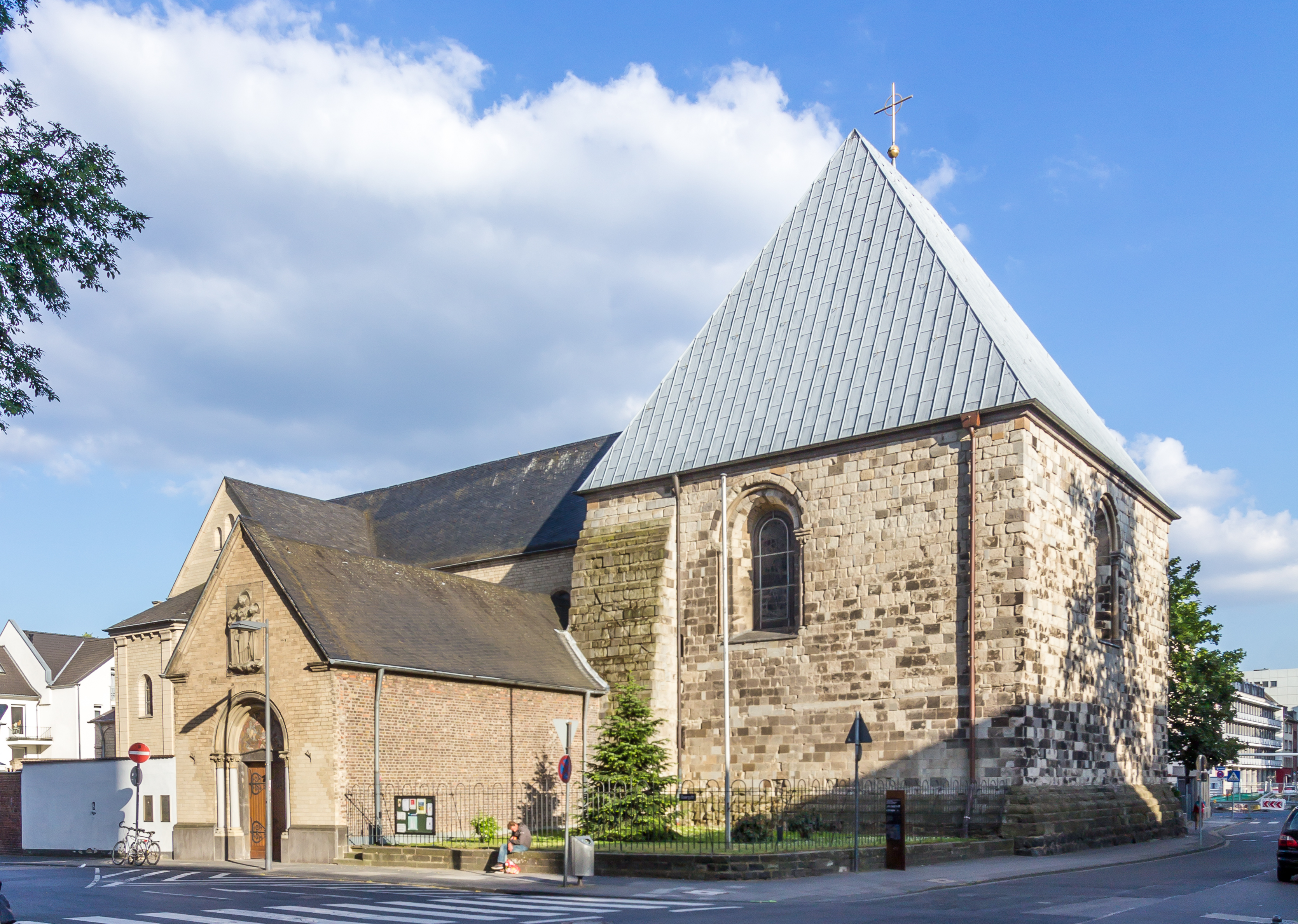
Bazilica Sfântul Gheorghe
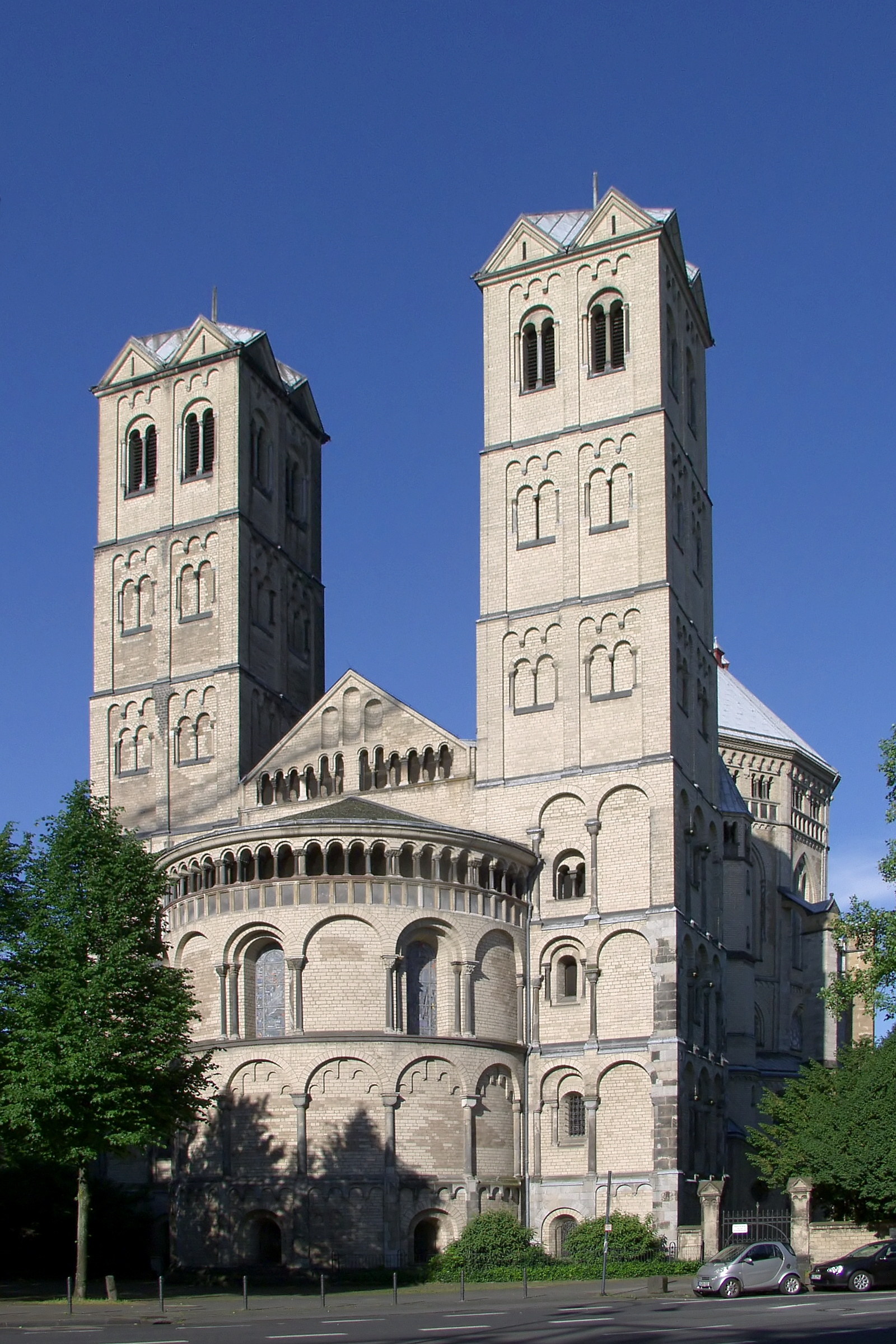
Bazilica Sfântul Gereon
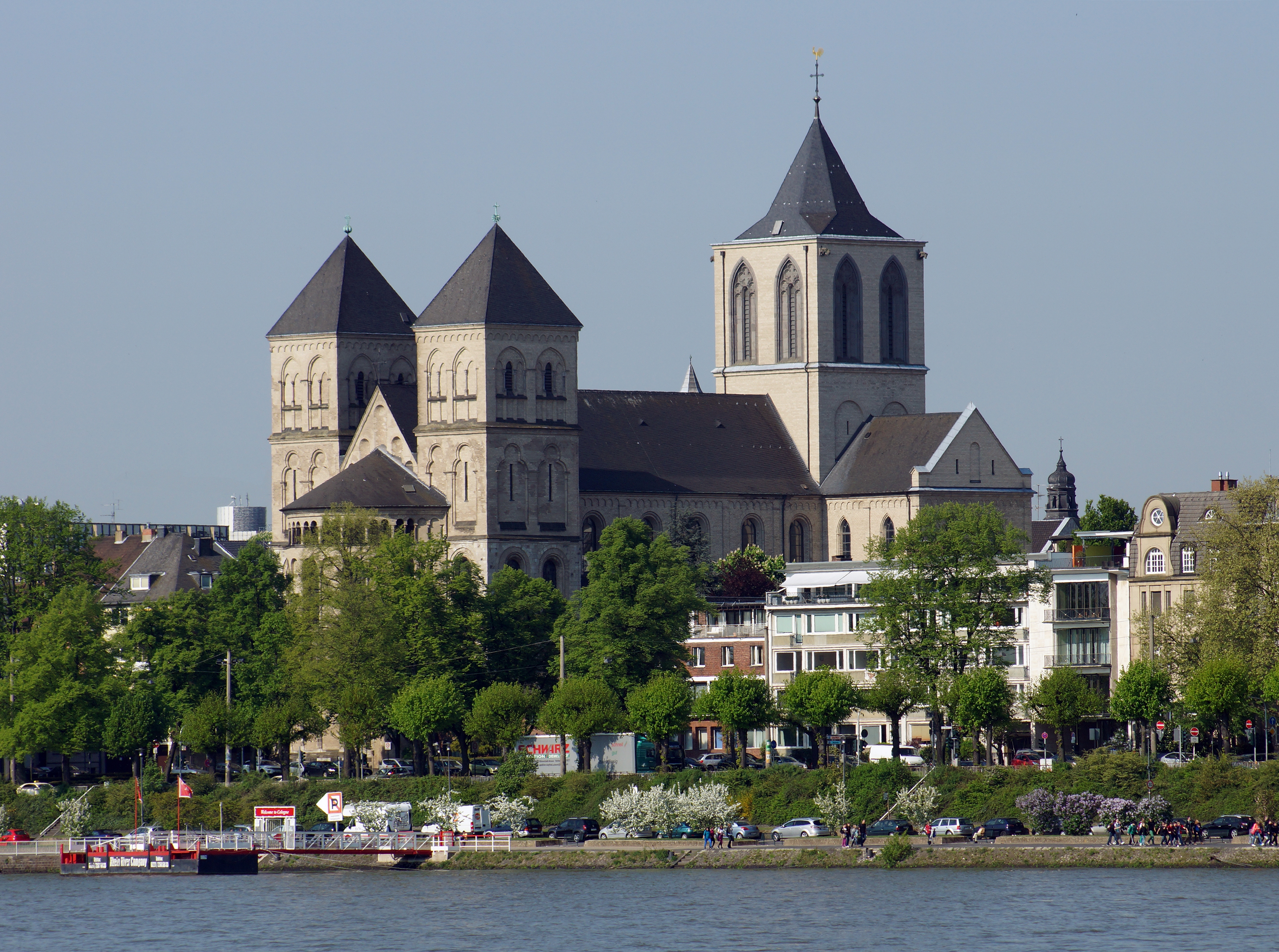
Bazilica Sfântul Cunibert
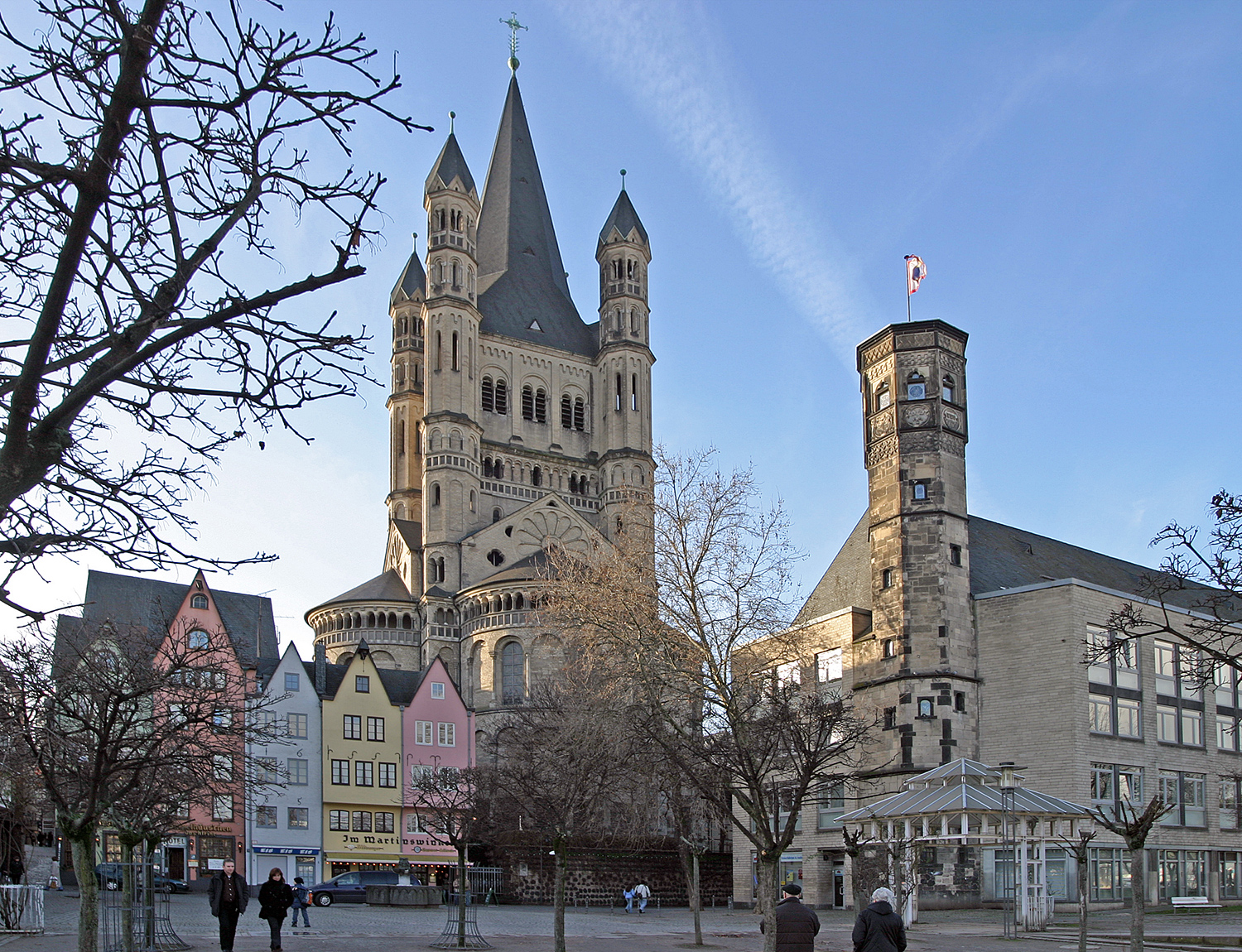
Bazilica Sf. Martin

### Imagini din interiorul bazilicilor

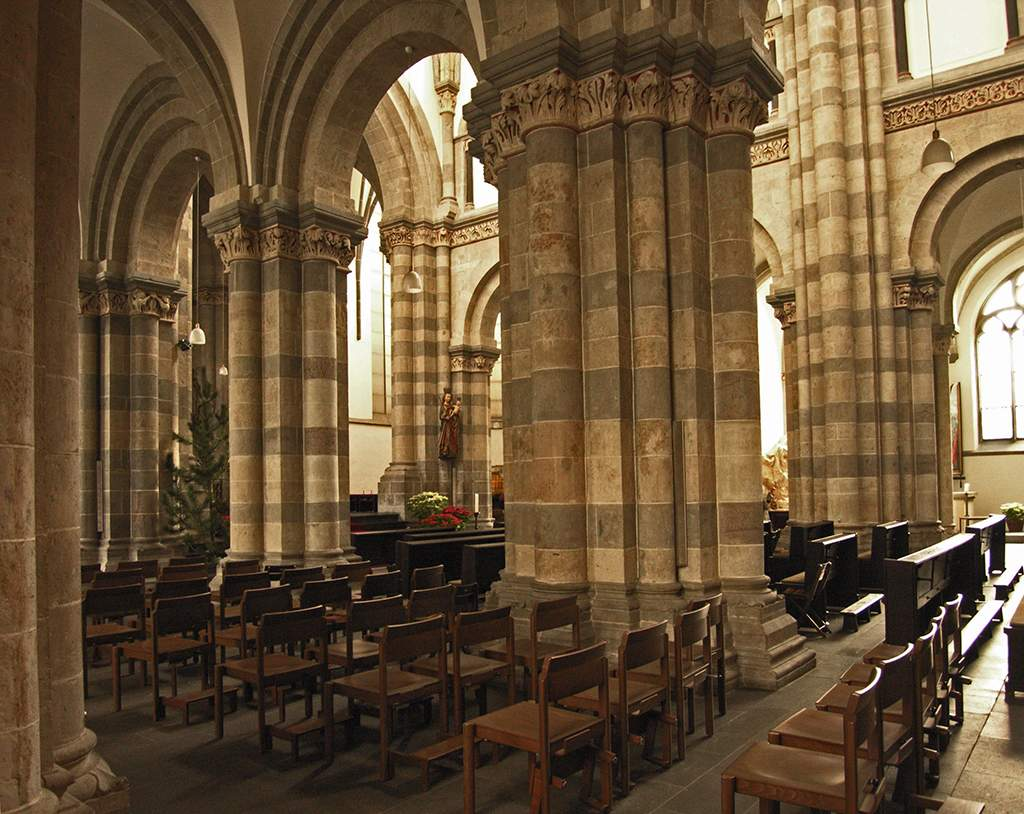
Interior al bazilicii St. Andreas / Sf. Andrei
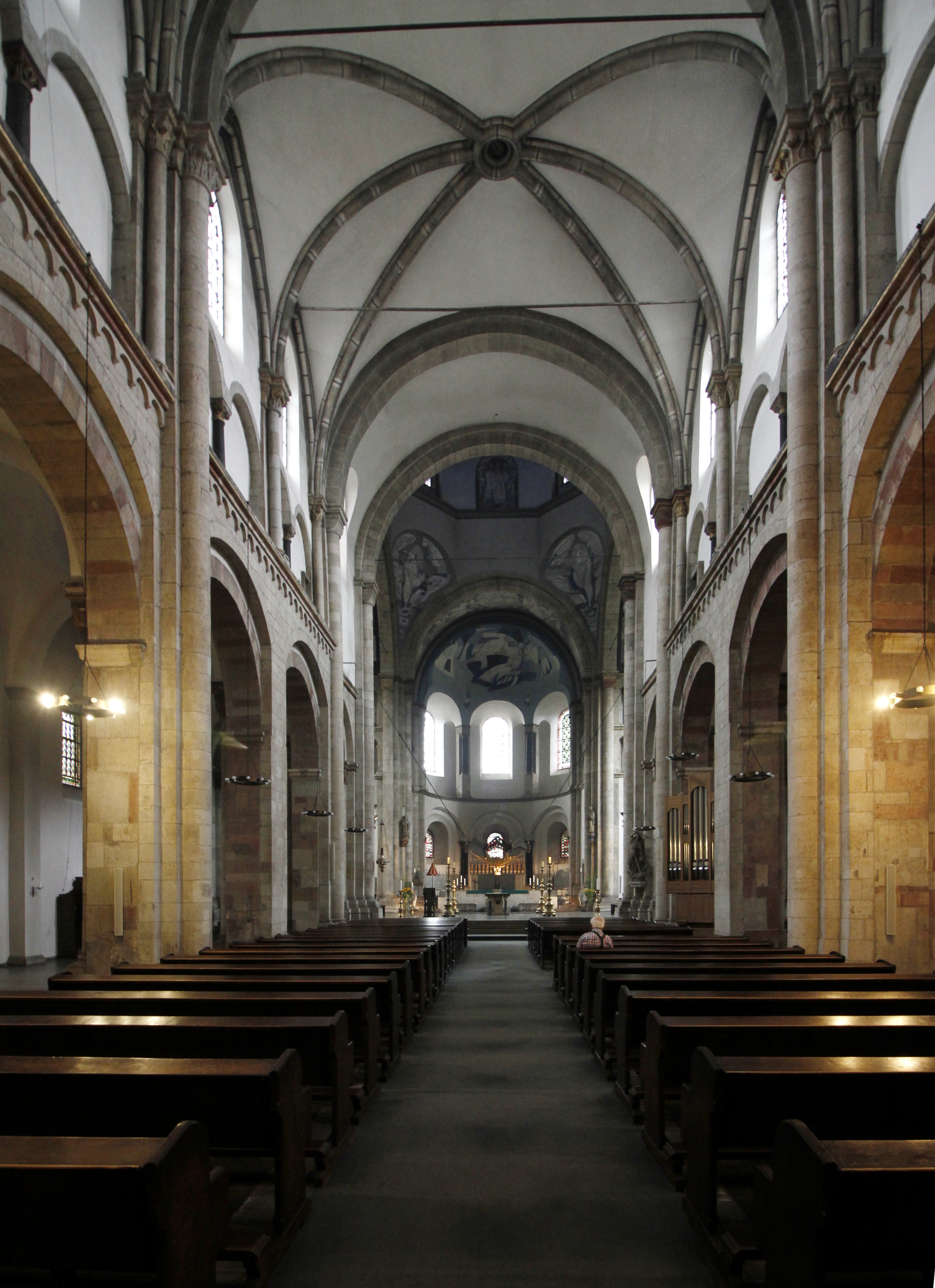
Interior al bazilicii St. Aposteln/ Sfinții Apostoli
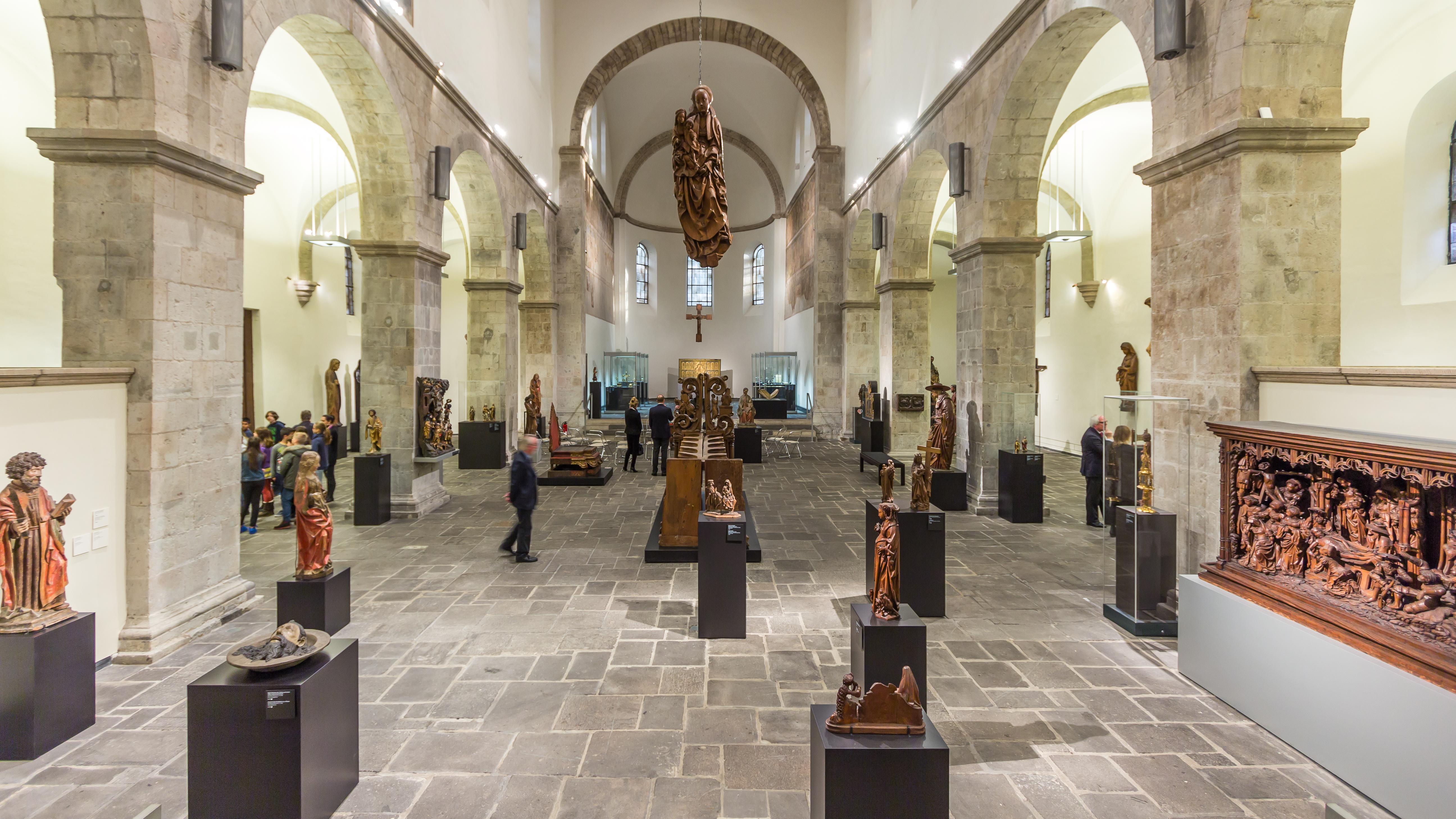
Interior al bazilicii St. Caecilien / Sfânta Cecilia
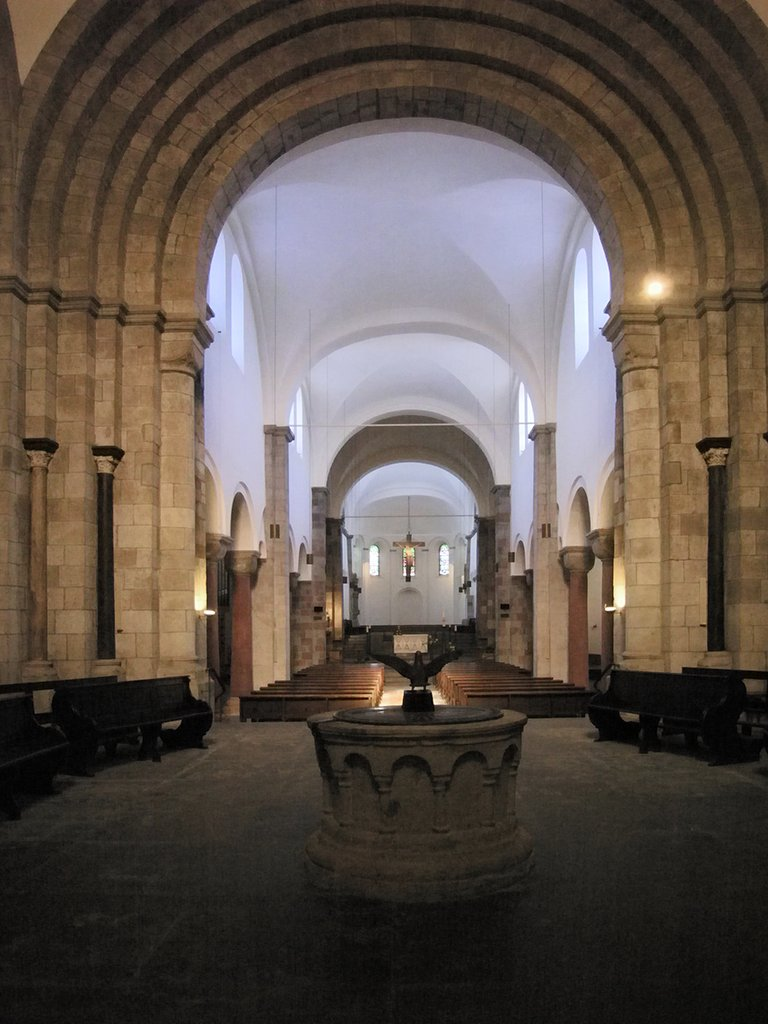
Interior al bazilicii St. Georg / Sântul Gheorghe
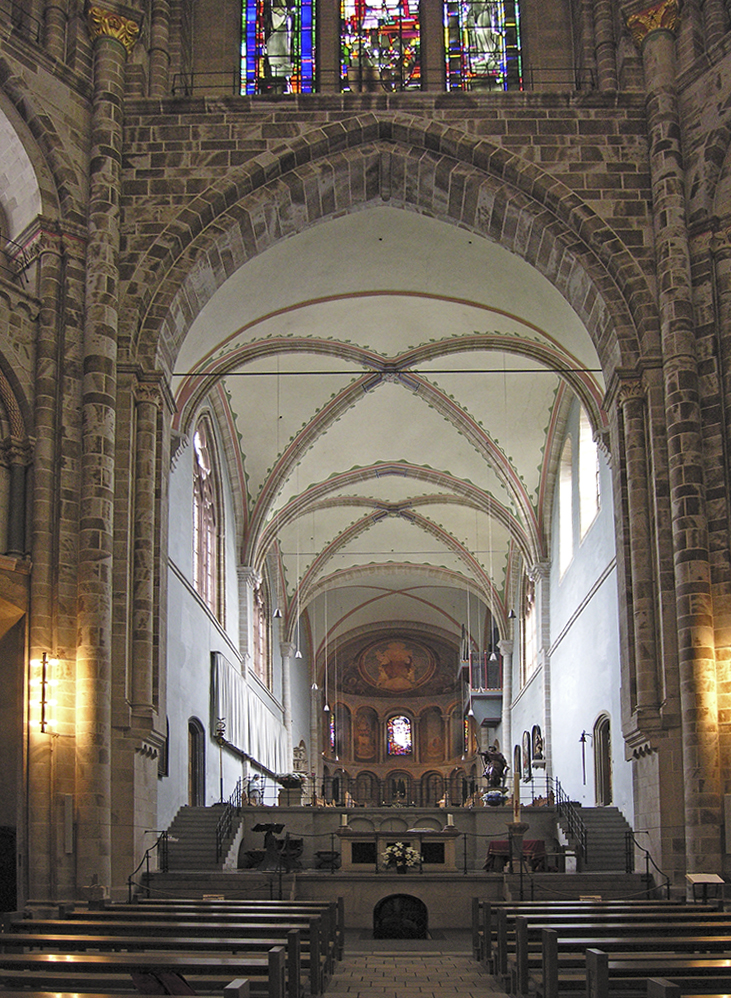
Interior al bazilicii St. Gereon / Sf. Gereon
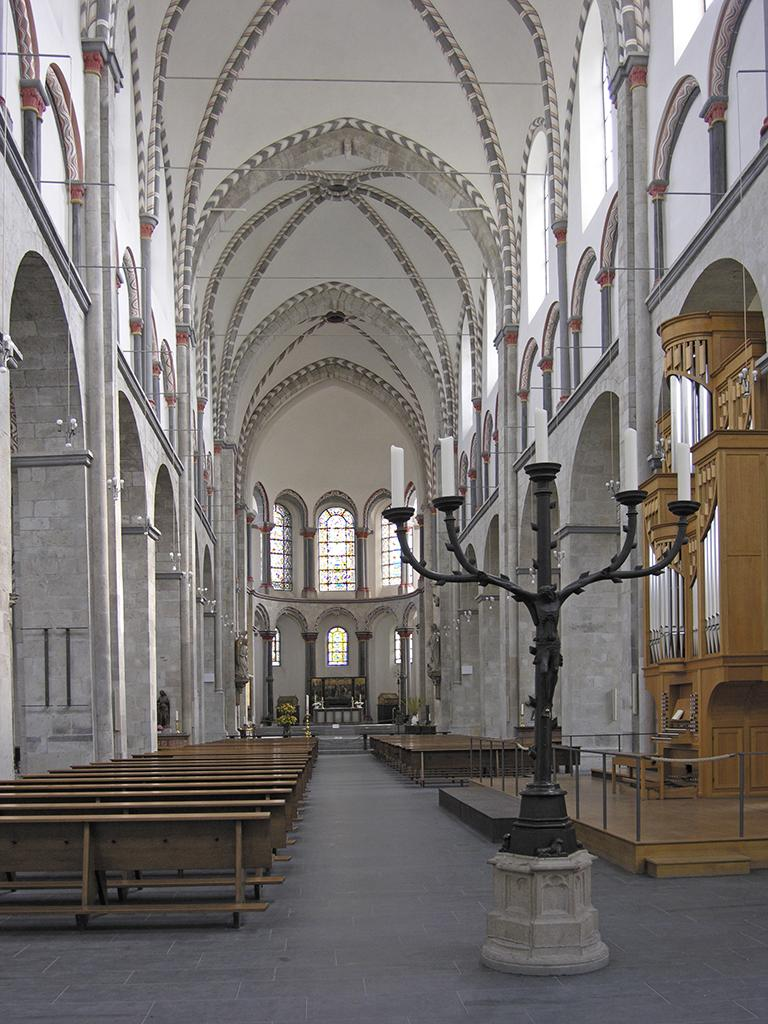
Interior al bazilicii St. Kunibert /Sf. Cunibert
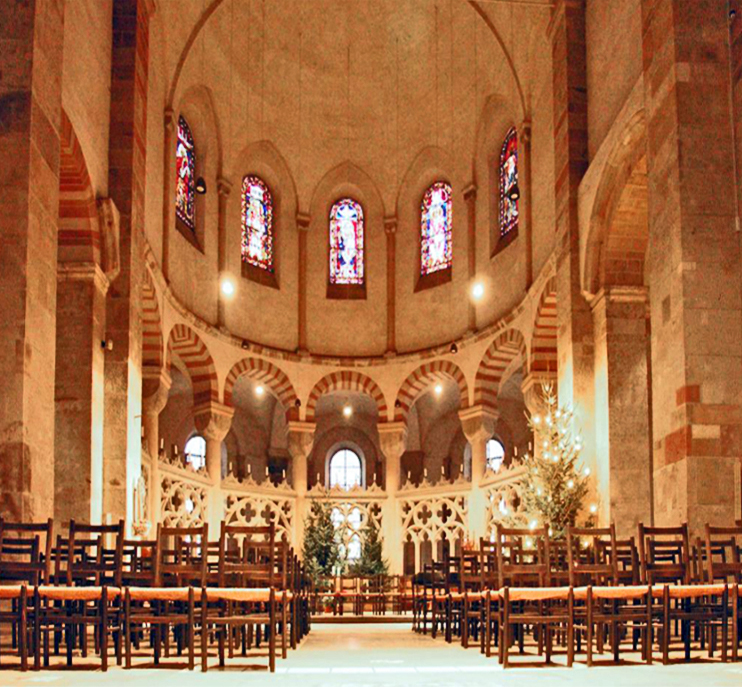
Interior al bazilicii St. Maria im Kapitol
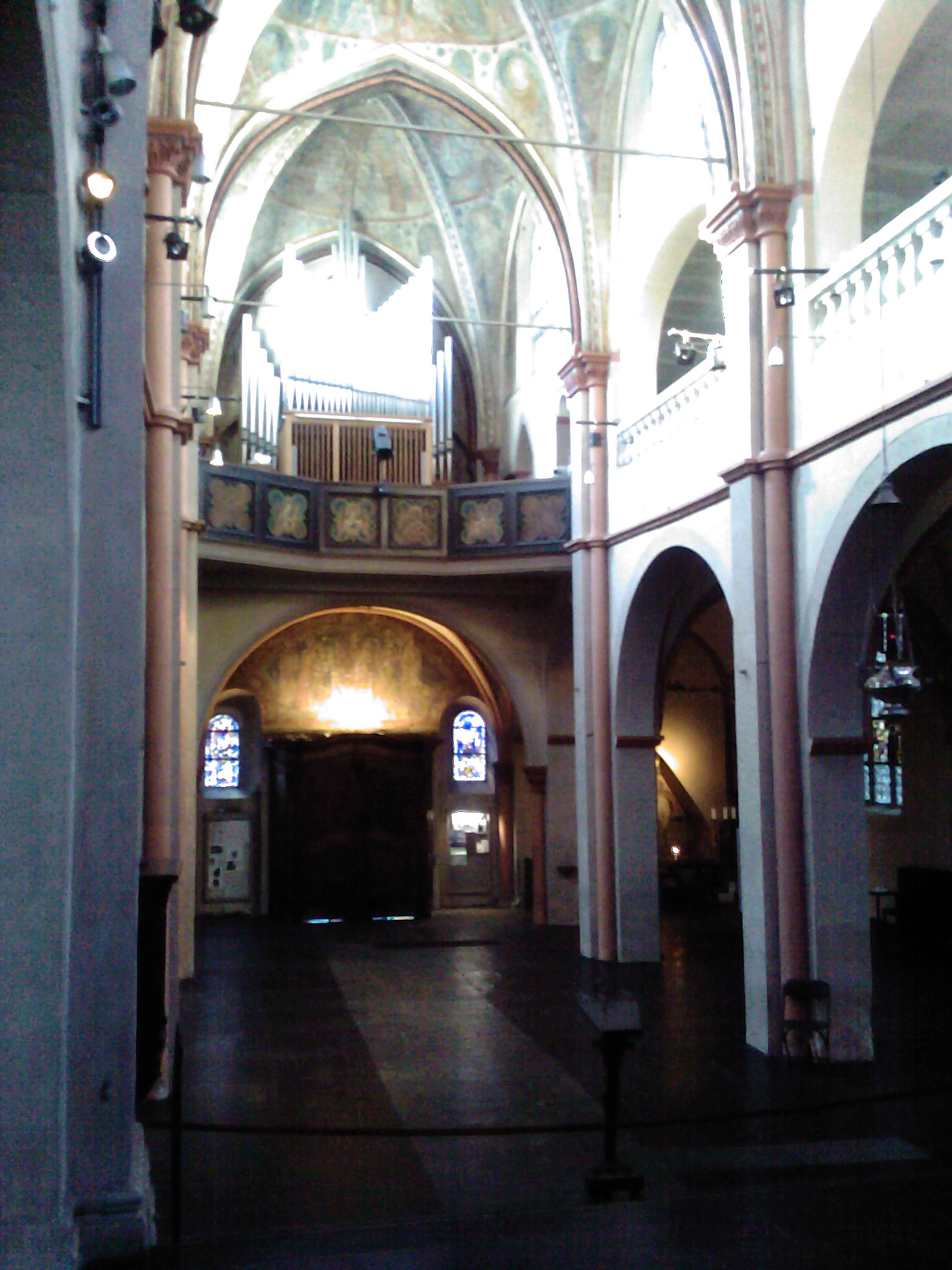
Interior al bazilicii St. Maria in Lyskirchen
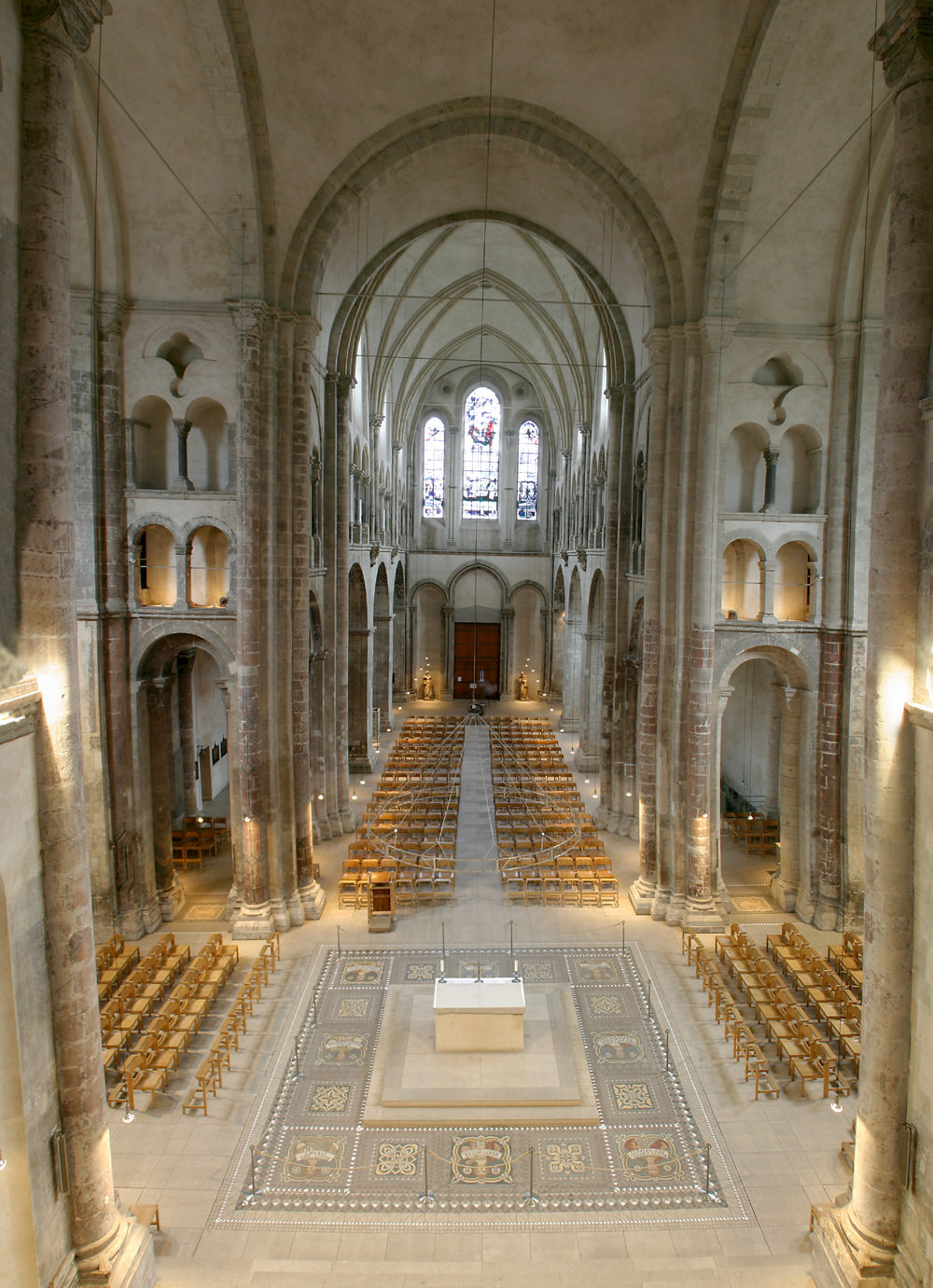
Interior al bazilicii Groß St. Martin / Sf. Martin
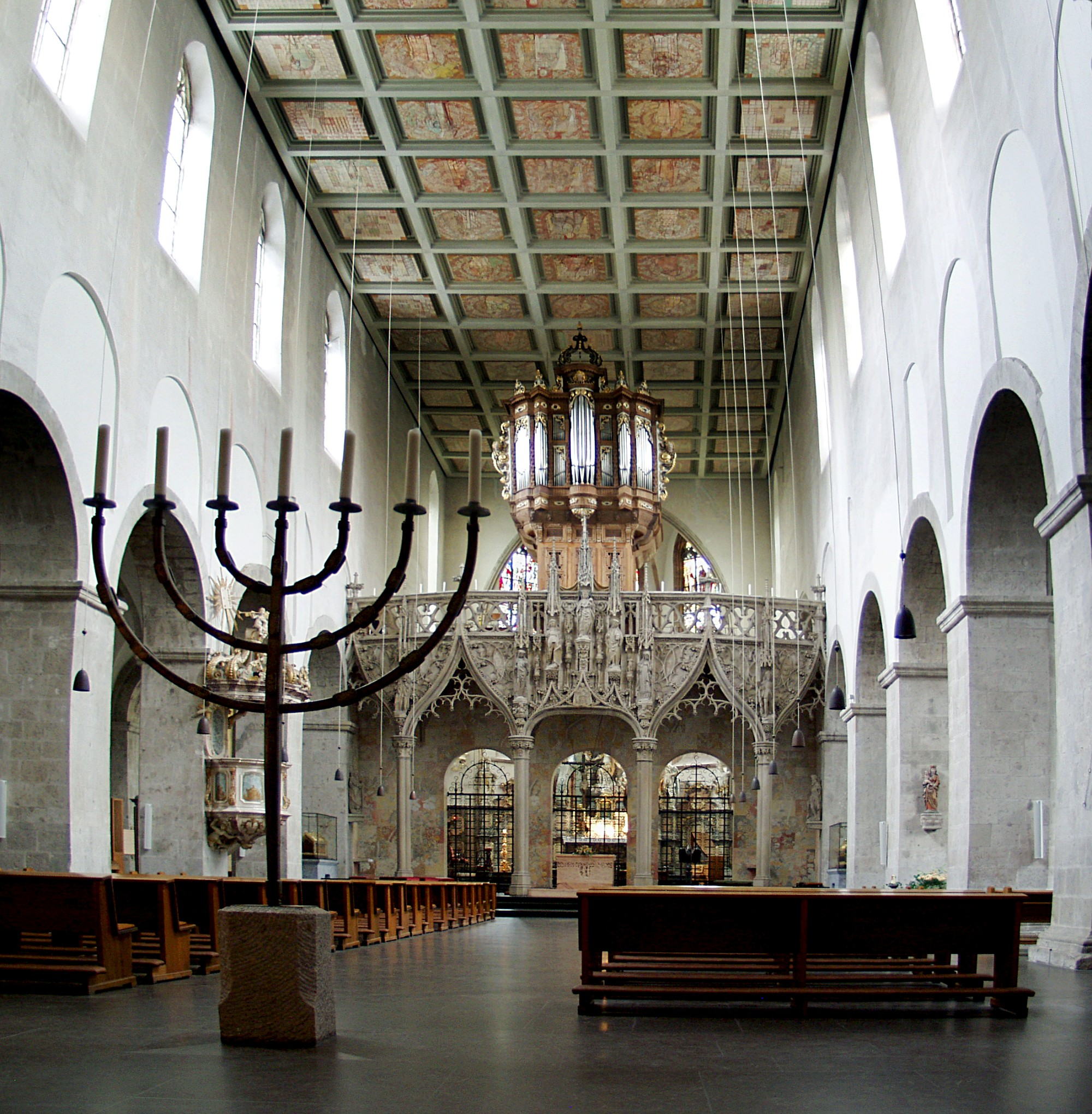
Interior al bazilicii St. Pantaleon / Sfântul Pantelimon
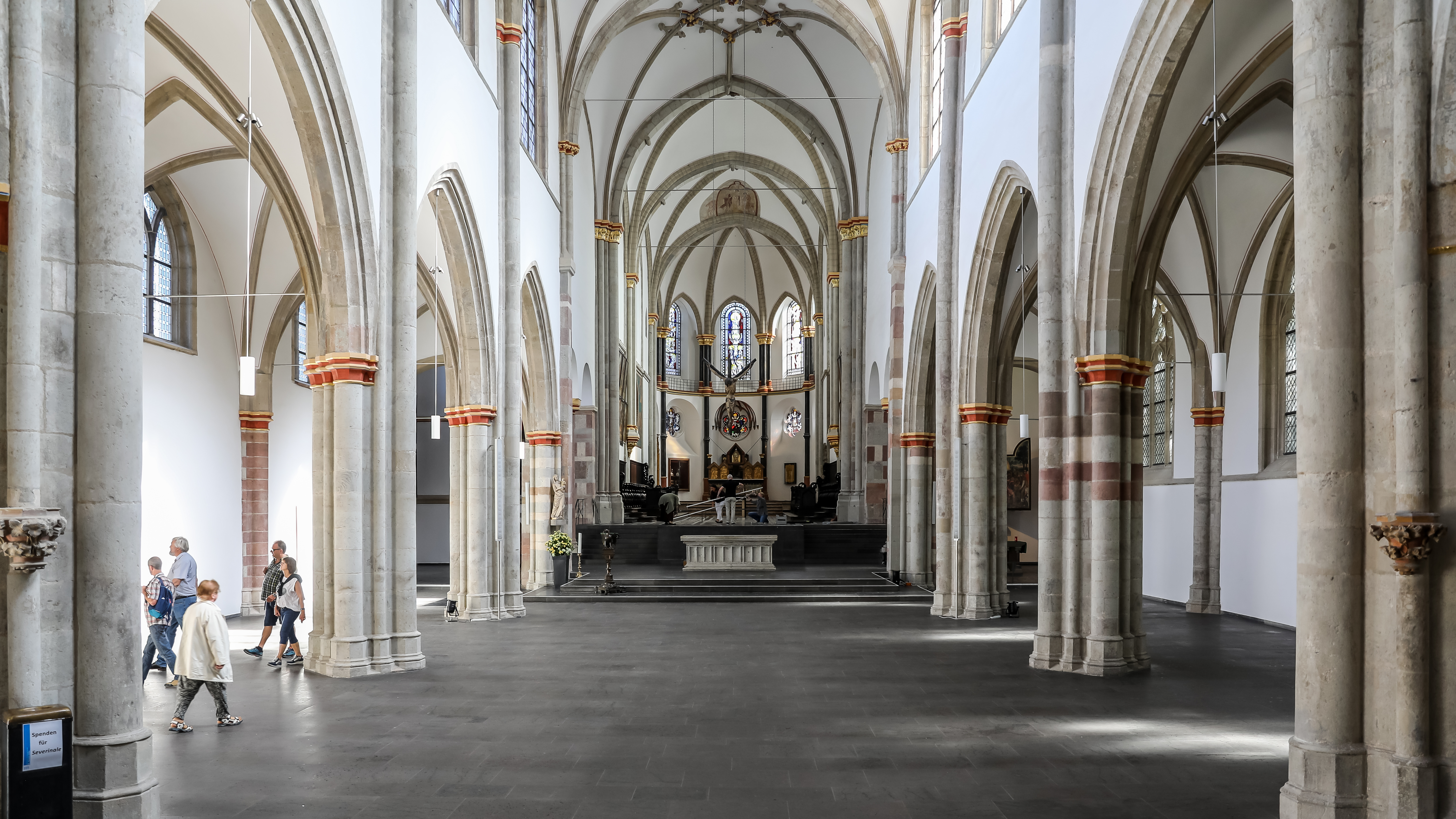
Interior al bazilicii St. Severin / Sf. Severin
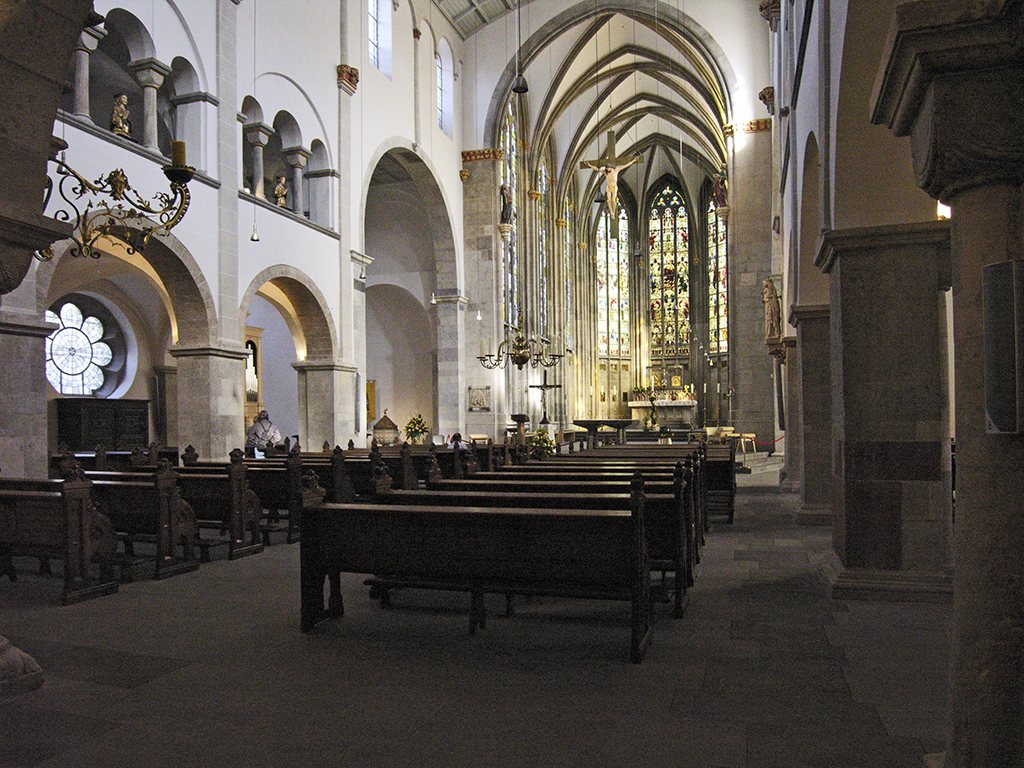
Interior al bazilicii St. Ursula / Sf. Ursula